# Anthologie des apparitions
Anthologie des apparitions est le premier roman de Simon Liberati, publié en 2004 chez Flammarion. Ce livre a bénéficié d'un accueil critique positif.
Ce livre a été ré-écrit par Alain Soral avant publication.

## Résumé
« Claude est SDF. Il se rappelle son enfance dans les années 70, de sa petite sœur Marina qui se prostituait, de son mariage avec Nikki, une call-girl qui s'est enfuie. Aujourd'hui, Claude touche le RMI et Marina a disparu depuis 1987. Il évoque alors le seul pouvoir supérieur à l'argent : la beauté malheureusement éphémère. »

## Éditions
- Anthologie des apparitions, Flammarion, 2004, 221  p.  (ISBN 978-2080686176)
  - rééd. J'ai lu, coll. « Nouvelle génération », 2006, 155  p.  (ISBN 978-2290348376)[4]